# Kanuma
Kanuma (鹿沼市 Kanuma-shi?,  literalmente "ciudad de la fuente del ciervo") es una ciudad de Japón que se encuentra en la prefectura de Tochigi, en la región de Kantō.
Fundada el 10 de octubre de 1948, hasta el año 2014 la población estimada de la ciudad era de 100 129 personas y la densidad de 204 personas por km². Su área total es de 490,62km². La ciudad es principalmente conocida por encontrarse en la ruta entre Tokio y Nikko.
Desde el 1 de enero de 2006, el poblado de Awano, del distrito Kamitsuga, fue anexado a Kanuma.